# Spore Origins
Spore Origins (también conocido como Spore Mobile) es un spin-off para dispositivos móviles de Spore, y se enfoca en una sola fase del juego más grande – la fase célula.

## Jugabilidad
El juego simplificado permite a los jugadores intentar sobrevivir como un organismo pluricelular en una poza de marea, con la capacidad de mejorar su criatura como en el juego principal. La jugabilidad básica es similar a Flow. El diseñador de este último, Jenova Chen, atribuyó la primera demo de Will Wright de Spore como una inspiración.[cita requerida]
A diferencia de la versión completa de Spore, el juego principal dura aproximadamente una hora, y se encuentra dividido en 18 secciones separadas, y en 30 secciones en las versiones de iPhone y iPod, donde el jugador debe atacar y comer a otros organismos mientras evita ser devorado por organismos superiores.
En algunos dispositivos, el personaje es movido presionando las teclas del teléfono en direcciones ordinales. Otros dispositivos también admiten pantalla táctil para mover a la criatura. Ciertos dispositivos iPod usan la rueda como método de entrada, y los usuarios de iPhone, iPod Touch y iPod Nano pueden usar el acelerómetro. Las criaturas pueden ser comidas al ser atacadas con la boca (en caso de que la criatura tenga una); se pueden realizar combos con el botón de OK o el botón central de la rueda. Una sección estará completada luego de que el jugador haya comido una cierta cantidad de ADN de otras formas de vida.
Cada tres niveles aparecerá un editor de criaturas, en el cual el jugador podrá mejorar su organismo en cuatro categorías: percepción, ataque, defensa y movimiento. La tercera mejora en cada categoría es una «superparte». El jugador también desbloqueará un modo llamado «supervivencia», en el cual el jugador se encontrará en una sola pantalla recolectando puntos mientras evita a otras criaturas.

## Problemas
El iPod classic tuvo problemas de congelamiento que sucedían en la pantalla de carga inicial en el software 1.0.x y 1.1.x. Estos errores han sido arreglados y el juego fue relanzado el 31 de agosto de 2008.

## Recepción
- Reseña Spore Origins Mobile

## Premios
Durante los 12th Annual Interactive Achievement Awards, la Academy of Interactive Arts & Sciences le otorgó a Spore Origins el «premio al juego celular del año».